# Strada provinciale 39 Trasserra
La strada provinciale 39 Trasserra è una strada provinciale italiana della città metropolitana di Bologna.

## Percorso
Si trova nel comune di Camugnano. Dalla ex SS 325 scende brevemente in direzione ovest al torrente Brasimone, che poi attraversa. In seguito, risalendo il versante opposto della valle, incontra le frazioni di Fabiana e Trasserra. Sale ancora fino a circa 860 m s.l.m. e termina con l'immissione nella SP 72.